# David Shand (Eishockeyspieler)
David Alistair „Dave“ Shand (* 11. August 1956 in Cold Lake, Alberta) ist ein ehemaliger kanadischer Eishockeyspieler und -trainer, der im Verlauf seiner aktiven Karriere zwischen 1973 und 1989 unter anderem 447 Spiele für die Atlanta Flames, Toronto Maple Leafs und Washington Capitals in der National Hockey League (NHL) auf der Position des Verteidigers bestritten hat. Seine größten Karriereerfolge feierte Shand allerdings außerhalb der NHL im Trikot der kanadischen Nationalmannschaft mit dem Gewinn der Bronzemedaille bei der Weltmeisterschaft 1978 sowie in Diensten des EC KAC, mit dem er zwischen 1986 und 1988 dreimal in Folge Österreichischer Meister wurde. 

## Karriere

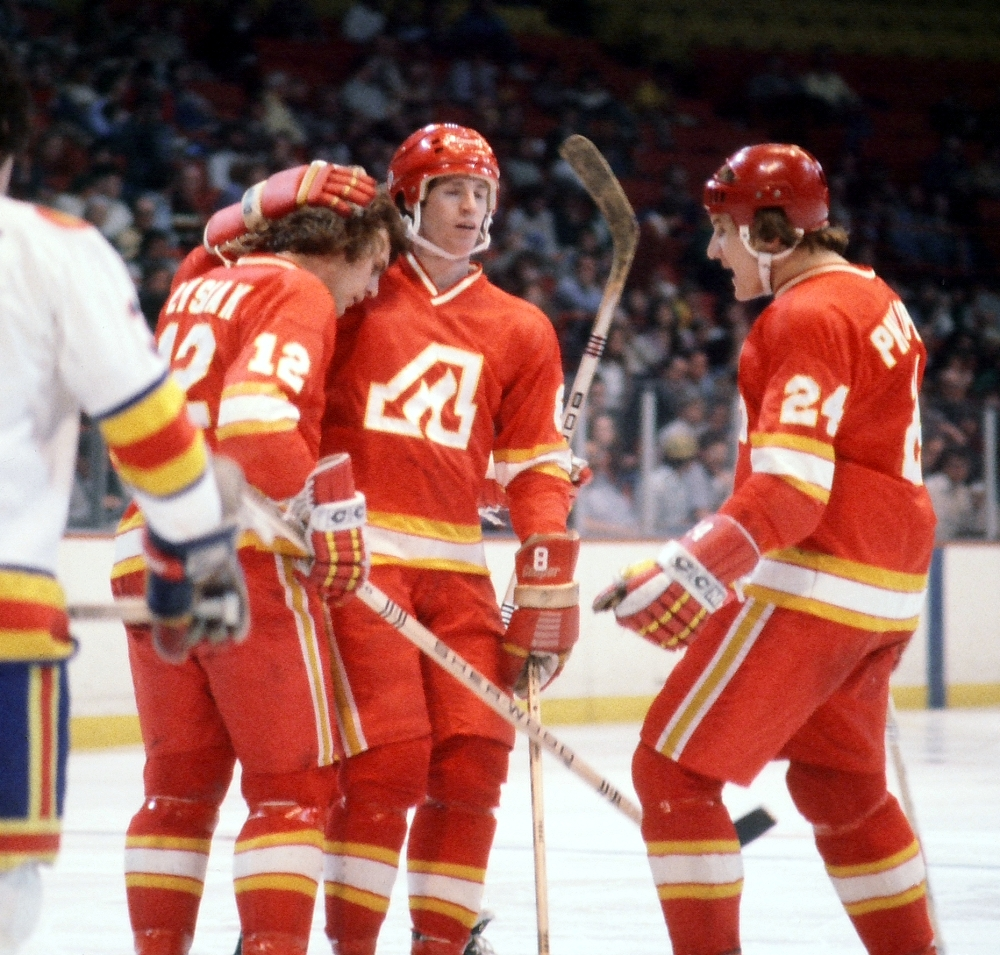
Shand (Mitte) im Trikot der Atlanta Flames

Shand, der in Cold Lake geboren wurde, aber in Portage la Prairie in der kanadischen Provinz Alberta aufwuchs, lief in der Saison 1972/73 zunächst für die Toronto Nationals in der unterklassigen Juniorenliga Metro Toronto Junior Hockey League (MTJHL) auf. Anschließend wechselte der 17-Jährige in die Vereinigten Staaten, wo er seine Juniorenkarriere an der University of Michigan fortsetzte. Dort spielte der Verteidiger parallel zu seinem Studium für die Universitätsmannschaft, die Michigan Wolverines, in der Western Collegiate Hockey Association (WCHA), einer Division im Spielbetrieb der National Collegiate Athletic Association (NCAA). Bereits in der Frühphase seines zweiten Collegejahres fasste Shand allerdings den Entschluss, sein Studium abzubrechen und die Universität zu verlassen. Daraufhin kehrte er im Verlauf der Spielzeit 1974/75 nach Kanada zurück. Er schloss sich den Peterborough Petes aus der Ontario Major Junior Hockey League (OMJHL) und spielte dort bis zum Frühjahr 1976. Am Ende der zweiten OMJHL-Saison wurde er ins Second All-Star Team der Liga gewählt, nachdem er in 62 Einsätzen 46 Scorerpunkte gesammelt hatte. Diese Qualitäten in der Offensive, gepaart mit seinem robusten Defensivspiel, bescherten dem Abwehrspieler die frühe Auswahl an achter Gesamtposition im NHL Amateur Draft 1976 durch die Atlanta Flames aus der National Hockey League (NHL). Darüber hinaus wurde er im WHA Amateur Draft 1976 in der zweiten Runde an 18. Stelle von den Calgary Cowboys aus der zu dieser Zeit mit er NHL konkurrierenden World Hockey Association (WHA) gezogen.
Die Atlanta Flames holten den Jungspieler gleich zum Beginn der Saison 1976/77 in den Profibereich. Sie setzten ihn zunächst auf Leihbasis bei den Nova Scotia Voyageurs, dem Farmteam der Canadiens de Montréal, in der American Hockey League (AHL) ein. Bereits nach neun Einsätzen holten sie ihn aber Ende Oktober 1976 zu seinem Einstand in den NHL-Kader. Dort bestritt er im restlichen Saisonverlauf 55 Spiele, obwohl er zeitweise wegen einer Erkrankung am Pfeifferschen Drüsenfieber ausgefallen war. Er etablierte sich fortan in der Liga, in der er bis zum Ende des Spieljahres 1979/80 für Atlanta auflief und mit hervorragenden Plus/Minus-Werten aufwartete. Im Vorjahr hatte er mit 26 Scorerpunkten sein bestes Jahr in der Liga bestritten. Allerdings trennte sich das Franchise wenige Wochen vor dem Umzug ins kanadische Calgary von ihm. Im Juni 1980 transferierten sie Shand mit einem Drittrunden-Wahlrecht im NHL Entry Draft 1980 zu den Toronto Maple Leafs, die dafür ein Zweitrunden-Wahlrecht desselben Drafts an das Atlanta/Calgary-Franchise abgaben.
In der neuen sportlichen Heimat nahm die Entwicklung des Defensivspielers einen Rückschritt. Im Verlauf der Saison 1980/81 kam er nur sporadisch für die Maple Leafs zum Einsatz, sodass er am Saisonende lediglich in 47 Spielen auf dem Eis gestanden hatte. Vor der Spielzeit 1981/82 folgte die Degradierung in die Minor Leagues. Dort lief er in dieser Saison für die Cincinnati Tigers in der Central Hockey League (CHL) auf und wurde ins Second All-Star Team der Liga berufen. Das folgende Jahr verbrachte der Verteidiger dann in der AHL bei den St. Catharines Saints. Für Toronto lief er bis zum Sommer 1983 lediglich noch fünfmal auf, davon allein viermal im Verlauf der Stanley-Cup-Playoffs 1983. Mit dem Transfer zu den Washington Capitals im Oktober 1983 im Austausch gegen Lee Norwood erfolgte der für Shand längst überfällige Wechsel zu einem anderen Team. Bei den Hauptstädtern schaffte er in der Saison 1983/84 den Sprung zurück in die NHL und kam auf insgesamt 80 Spiele. Nachdem er in der Spielzeit 1984/85 aber nur noch 13 weitere Male für die Caps auflief und zudem im AHL-Farmteam Binghamton Whalers eingesetzt worden war, kehrte er dem nordamerikanischen Kontinent im Sommer 1985 den Rücken.
Der 29-Jährige wechselte nach Europa und schloss sich dort dem österreichischen Spitzenklub EC KAC an, mit dem er zwischen 1986 und 1988 dreimal in Folge den österreichischen Meistertitel gewinnen konnte. Ebenso wurde er am Ende der Saison 1987/88 als Kärntner Eishockey Superstar des Jahres ausgezeichnet. Im Anschluss an die Spielzeit 1988/89 beendete er nach vier Jahren in der Österreichischen Bundesliga (ÖEL) seine aktive Karriere. Er kehrte umgehend an seine Alma Mater zurück, wo er zwischen 1989 und 1993 als Assistenztrainer der Michigan Wolverines unter Cheftrainer Red Berenson tätig war.

### International
Shand vertrat sein Heimatland Kanada bei den Weltmeisterschaften 1978 in der tschechoslowakischen Landeshauptstadt Prag und 1979 in sowjetischen Hauptstadt Moskau. Dabei konnte er im Jahr 1978 mit den Kanadiern die Bronzemedaille gewinnen, wozu der Verteidiger in zehn Turnierspielen drei Torvorlagen beisteuerte. Ein Jahr später blieb er in sieben Einsätzen punktlos und durch die Platzierung auf dem vierten Rang zudem ohne weiteren Medaillengewinn.

## Erfolge und Auszeichnungen
| - 1976 OMJHL Second All-Star Team - 1982 CHL Second All-Star Team - 1986 Österreichischer Meister mit dem EC KAC | - 1987 Österreichischer Meister mit dem EC KAC - 1988 Österreichischer Meister mit dem EC KAC - 1988 Kärntner Eishockey Superstar des Jahres |

### International
- 1978 Bronzemedaille bei der Weltmeisterschaft

## Karrierestatistik

### International
Vertrat Kanada bei:
- Weltmeisterschaft 1978
- Weltmeisterschaft 1979

(Legende zur Spielerstatistik: Sp oder GP = absolvierte Spiele; T oder G = erzielte Tore; V oder A = erzielte Assists; Pkt oder Pts = erzielte Scorerpunkte; SM oder PIM = erhaltene Strafminuten; +/− = Plus/Minus-Bilanz; PP = erzielte Überzahltore; SH = erzielte Unterzahltore; GW = erzielte Siegtore; 1 Play-downs/Relegation; Kursiv: Statistik nicht vollständig)